# Taenaris superarvana
Taenaris superarvana är en fjärilsart som beskrevs av Brooks 1944. Taenaris superarvana ingår i släktet Taenaris och familjen praktfjärilar. Inga underarter finns listade i Catalogue of Life.